# Evan Marshall
Evan Patrick Marshall (né le 18 avril 1990 à Sunnyvale, Californie, États-Unis) est un ancien lanceur de relève droitier des Ligues majeures de baseball.

## Carrière
Joueur des Wildcats de l'université d'État du Kansas, Evan Marshall est un choix de quatrième ronde des Diamondbacks de l'Arizona en 2011. Il fait ses débuts dans le baseball majeur le 6 mai 2014 comme lanceur de relève pour Arizona et mérite à cette occasion sa première victoire, dans un match face aux Brewers de Milwaukee.